# Бернгард Люттманн
Бернгард Люттманн (нім. Bernhard Luttmann; 17 квітня 1921, Вільгельмсгафен — 27 червня 2003) — німецький офіцер-підводник, оберлейтенант-цур-зее крігсмаріне.

## Біографія
16 вересня 1939 року вступив на флот. З листопада 1941 по квітень 1942 року — вахтовий офіцер в 25-й флотилії підводних човнів. З 5 травня 1942 року — 1-й вахтовий офіцер на U-578. В липні 1943 року пройшов курс командира човна. З 29 липня 1943 по 6 листопада 1944 року — командир U-141, з 14 лютого по 9 травня 1945 року — U-3030.

## Звання
- Кандидат в офіцери (16 вересня 1939)
- Морський кадет (1 лютого 1940)
- Фенріх-цур-зее (1 липня 1940)
- Оберфенріх-цур-зее (1 липня 1941)
- Лейтенант-цур-зее (1 березня 1942)
- Оберлейтенант-цур-зее (1 жовтня 1943)